# Gerhard Bartkowski
Gerhard Bartkowski (* 15. Juli 1913 in Berlin; † 8. September 1989 in Wiesbaden) war ein deutscher Radrennfahrer.

## Sportliche Laufbahn
Bartkowski war im Straßenradsport und im Bahnradsport aktiv. 1937 gewann er mit Walter Langmann, Philipp Ziegler, Richard Dömling, Josef Balling und Otto Schenk die Silbermedaille bei den nationalen Meisterschaften in der Mannschaftsverfolgung. Er startete damals für den Verein „RV 1889 Schweinfurt“, später für den BRC Zugvogel 1901. Bei den Deutschen Meisterschaften im Bahnradsport der Amateure 1947 wurde er Dritter im Zweier-Mannschaftsfahren. Bei den Meisterschaften der Ostzone im Bahnradsport 1949 wurde er hinter Karl Wiemer Vizemeister in der Einerverfolgung.
Auf der Straße gewann Bartkowski 1934 und 1936 das Eintagesrennen Berlin–Angermünde–Berlin. Nach dem Zweiten Weltkrieg startete er als Berufsfahrer. 1949 fuhr er im Etappenrennen um das Grüne Band der IRA für das Radsportteam Meister. Er belegte als 36. den vorletzten Gesamtrang. Im Profirennen von Rund um Berlin 1949 wurde er Zweiter hinter Reinhold Steinhilb. 